# Інтернаціональний (Октябрський район)
Інтернаціональний — селище в Октябрському районі Ростовської області Росія.
Входить до складу Краснокутського сільського поселення.
Населення - 1329 осіб (2010 рік).

## Географія
Селище Інтернаціональний розташовано у верхів'ях правої притоки Грушівки річки Турбута між західними місцевостями міста Шахти: Нежданною, Південним й Майським.

### Вулиці
| - вул. Вишнева, - вул. Східна, - вул. Дружелюбна, - вул. Залізнична, - вул. Зарічна, - вул. Зелена, - вул. Кленова, - вул. Коротка, | - вул. Майська, - вул. Молодіжна, - вул. Мостова, - вул. Садова, - вул. Степова, - вул. Харківська, - вул. Ясенева, | - пров. Гаражний, - пров. Короткий, - пров. Шахтарський. |